# Monster Hunter Frontier z
Monster Hunter Frontier Online (モンスターハンター フロンティア オンライン 'Monsutāhantā Furontia Onrain'?), renombrado posteriormente como Monster Hunter Frontier Z, fue un videojuego de rol multijugador masivo en línea (MMORPG según sus siglas en inglés) para Microsoft Windows, el primer spin-off en la franquicia Monster Hunter que se lanzó en dicha plataforma. Monster Hunter Frontier se lanzó para Xbox 360 en Japón el 24 de junio de 2010, donde vendió 93.000 copias durante la primera semana de su lanzamiento. Era constantemente actualizado mediante packs de expansión conocidos como Seasons y Forwards, los cuales introdujeron nuevos mapas, conjuntos de armadura, y nuevos monstruos. El servicio en línea de Monster Hunter Frontier acabó el 18 de diciembre de 2019.

## Desarrollo
Capcom anunció en febrero de 2010 que el juego sería porteado a la Xbox 360 con un lanzamiento subsequente el 24 de junio de 2010. Hubo rumores de un lanzamiento en occidente, pero estas especulaciones nunca se volvieron realidad.
En un intento por abarcar una mayor audiencia en múltiples plataformas de juego, se ofrecierón múltiples ajustes preestablecidos para personalizar la experiencia general del juego. El "Modo Pesado" mostraba el juego con las configuraciones de audio y gráficos más altas, el "Medio" presentó el juego en las configuraciones intermedias, y el "Bajo" presentó el juego con las configuraciones mínimas necesarias para funcionar.
Capcom hizo uso de nProtect GameGuard para combatir los intentos de hacer trampas en el ámbito en línea. A principios de 2013, una expansión llamada Monster Hunter Frontier G fue confirmada para todas las plataformas, la cual serviría como una actualización importante del servicio Frontier . El título se añadió a la PlayStation 3, Wii U y PlayStation Vita más tarde ese año.